# Le Vernet-Sainte-Marguerite
Le Vernet-Sainte-Marguerite è un comune francese di 274 abitanti situato nel dipartimento del Puy-de-Dôme nella regione dell'Alvernia-Rodano-Alpi.

## Società

### Evoluzione demografica
Abitanti censiti